# 黔常铁路
黔常铁路，即渝厦高速铁路黔常段起于重庆市黔江区，经湖南省张家界市至常德市，双线电气化，设计时速200公里/小时，于2014年12月开工建设，2019年12月26日建成通车。黔常铁路通车后，重庆等西南地区去往长沙、张家界等地的铁路旅行时间大幅缩减。

## 简介
黔常铁路线路全长约329.2公里，项目总投资348亿元，其中工程投资317.4亿元，机车车辆购置费为30.6亿元。一次建成双线，国铁一级，设计时速200公里/小时，是一条以客运为主、兼顾货运的多功能铁路。

## 建设历程
- 2014年7月31日，环保部以环审〔2014〕192号文批复黔张常铁路项目环境影响报告书[3]
- 2014年9月29日，国家发改委批准同意新建黔江至张家界至常德铁路可行性研究报告[4]
- 2014年12月，线路开工建设
- 2019年10月14日，启动联调联试和试运行。[5]
- 2019年12月26日，全線建成通车[6][7]。

## 线路走向
黔常铁路西起重庆市黔江区，途经湖北省咸丰县、来凤县，湖南省龙山县、永顺县、桑植县、张家界、桃源县、鼎城区，到达常德。

## 沿线车站
《铁客电（2019）29号》文件公布的黔常铁路沿途各站及线路所包括：黔江、咸丰、来凤、龙山北、水沙坪、凤岩、桑植、教字垭、张家界西、禾家村、牛车河、龙潭镇、桃源、陬市、兴发村线路所、常德。